# Саралжин (Сиримський район)
Саралжи́н (каз. Саралжын) — село у складі Сиримського району Західноказахстанської області Казахстану. Входить до складу Жимпітинського сільського округу.
У радянські часи село називалось Перше Мая або Агашколь. До 2018 року називалось Бірінші-Май.
Населення — 71 особа (2021; 115 у 2009, 218 у 1999, 286 у 1989).